# Absolute Music 27
Absolute Music 27 er en kompilation i serien Absolute Music udgivet den 30. august 2001.

## Spor
1. Christian – "Du Kan Gøre Hvad Du Vil"
2. Dante Thomas – "Miss California"
3. Daddy DJ – "Daddy DJ"
4. Karen Busck & Erann DD – "Hjertet Ser"
5. Safri Duo – "Samb-Adagio"
6. Brandy feat. Ray J – "Another Day In Paradise"
7. Wyclef Jean – "Perfect Gentleman"
8. Titiyo – "Come Along"
9. Destiny's Child – "Bootylicious"
10. Geri Halliwell – "It's Raining Men"
11. 'N Sync – "Pop"
12. DJ Ötzi – "Hey Baby"
13. Basement Jaxx – "Romeo"
14. Westlife – "Uptown Girl"
15. Depeche Mode – "Dream On"
16. Blå Øjne – "Fiskene I Havet"
17. Ronan Keating – "Lovin' Each Day"
18. Backstreet Boys – "More Than That"